# Don Patricio
Patricio Martín Díaz (La Caleta, Santa Cruz de Tenerife, 9 de febrero de 1993), de nombre artístico Don Patricio, es un cantante español de Trap latino.

## Biografía
Nació el 9 de febrero de 1993 en La Caleta, una localidad de la isla de El Hierro, donde ha vivido durante toda su infancia. En 2011, comenzó a estudiar el Grado en Comunicación Audiovisual en la Universidad de Salamanca.

## Carrera
Publicó su primera maqueta en 2011. Su canción Nuestra playa eres tú, compuesta junto a Jorge Pérez Quintero y Borja Jiménez Mérida (Bejo) para la película Maktub fue nominada al premio a la mejor canción original en los Premios Goya 2012.
Junto a Bejo y Eugenio Fernández Cano («Uge») integra el grupo Locoplaya.
En 2019 lanzó Contando lunares junto a Cruz Cafuné, uno de los principales éxitos musicales en Europa y América Latina en dicho año.

### Inicios,El reguetón está pa alláyDon Papaya(2017)
A comienzos de 2017, lanzó su primer trabajo como solista, un EP titulado El reguetón está pa allá, que incluyó canciones que escribió y produjo él mismo con el sello discográfico Warner Music Spain. Dicho EP hizo que se diera a conocer como solista a nivel local. A mediados del mismo año, junto a otras canciones de Locoplaya, lanzó su primer álbum de estudio bajo el título de Don Papaya, de las que destacaron las canciones «La Papaya» y «Caribe Mix 93».[cita requerida]

### Éxito (2019)
Tras un período de inactividad, Don Patricio lanzó el sencillo «Enchochado de ti», publicado el 25 de diciembre de 2018. La canción, primera entrada del cantante en la lista de PROMUSICAE, llegó a subir al número 3 en España, siendo el primer top 10 del cantante y su top 3 en general.
Su segundo sencillo en colaboración con Cruz Cafuné, «Contando lunares», fue publicado el 27 de enero de 2019 a través del sello discográfico Warner Music Group, configurándose como primer sencillo del segundo álbum de estudio del rapero. La canción entró rápidamente en la lista de PROMUSICAE, donde consiguió el puesto número 67 la semana del 1 al 7 de febrero de 2019. Escalando puestos, durante su sexta semana se convirtió en el número 1 de las listas del país, posición que ocupó durante tres semanas. Contando lunares cuenta con 7 discos de platino.[cita requerida]
El 31 de julio de 2019, lanzó la canción «Lola Bunny», en colaboración con Lola Índigo.[cita requerida]

## Discografía
EPs
- El reguetón está pa allá (2017).

Sencillos
- 22:23 (2019).
- Enchochado de ti (2019) 3x Platino
- Comunicado de prensa (2019).
- En otra historia (2020).
- Contando Lunares (feat. Anitta & Rauw Alejandro) [Remix] (2020) 7x Platino
- Y a mí qué? (2020).
- Pa toda la vida(2020) 1x Oro

Álbumes de estudio
- Don Papaya (2017).
- La dura vida del joven rapero (2019).

### Colaboraciones
- 2019: «Lola Bunny» (con Lola Índigo) 1x Platino
- 2019: «Benicàssim (Summer Series 2) (canción)» (con Juancho Marqués y InnerCut).
- 2019: «Jugando (canción)» (con Recycled J y Selecta).
- 2020: «Don Patricio: Bzrp Music Sessions, Vol. 25 (canción)» (con Bizarrap).
- 2020: "Boogieman (Remix)" con Ghali